# Godfrey Harold Hardy
Godfrey Harold Hardy (Cranleigh, 7 febbraio 1877 – Cambridge, 1º dicembre 1947) è stato un matematico britannico.
Membro della Royal Society, è noto per i suoi contributi in teoria dei numeri e analisi matematica. Era chiamato "Harold" solo da pochi amici intimi, altrimenti "G.H.".
Fra i non appartenenti alla comunità matematica è noto per il suo Apologia di un matematico, un saggio del 1940 sull'estetica della matematica. L'Apologia è spesso considerata una delle migliori introspezioni nella mente di un matematico ed è una delle più riuscite descrizioni di cosa significhi essere un artista creativo. Secondo quanto riporta Rebecca Goldstein, Hardy tentò il suicidio, si salvò e fu convinto da Charles Percy Snow a scrivere l'apologia; pochi anni dopo la pubblicazione ritentò il suicidio e quella seconda volta gli fu fatale. Al contrario, McTutor riporta un unico tentativo di suicidio non riuscito, successivo alla pubblicazione dell'Apologia.
Il suo ruolo di mentore, a partire dal 1914, del matematico indiano Srinivasa Ramanujan è divenuto celebre. Hardy riconobbe quasi immediatamente lo straordinario talento naturale di Ramanujan, e i due divennero stretti collaboratori. In un'intervista di Paul Erdős, quando gli fu chiesto quale fosse il suo più grande contributo alla matematica, Hardy rispose senza esitazione che era stato la scoperta di Ramanujan. Hardy definì la loro collaborazione "l'unico incidente romantico della mia vita".

## Biografia
Dopo aver frequentato il Winchester College, Hardy entrò al Trinity College di Cambridge nel 1896, dopo essersi classificato quarto all'esame del Tripos. Anni dopo, Godfrey Harold Hardy volle abolire il sistema del Tripos poiché sentiva che stava diventando un fine piuttosto che un mezzo. Mentre era all'università, Hardy si unì agli Apostoli di Cambridge, una società segreta di intellettuali. Concluse i suoi studi conseguendo il suo M.A. nel 1903.
Insegnò all'Università di Cambridge dal 1906 fino al 1919, quando la lasciò per occupare la Savilian Chair of Geometry a Oxford, come conseguenza dello scandalo riguardante Bertrand Russell durante la prima guerra mondiale. Tornò a Cambridge nel 1931, quando vi venne nominato Sadlerian Professor; mantenne l'incarico fino al suo pensionamento nel 1942.
Era associato al Bloomsbury Group e agli Apostoli di Cambridge; G. E. Moore, Bertrand Russell e J. M. Keynes erano suoi amici.
Spesso era impegnato nella politica, se non addirittura un attivista. Prese parte alla Union of Democratic Control durante la prima guerra mondiale e al movimento For Intellectual Liberty nei tardi anni trenta.
Si dichiarava ateo, e, secondo coloro che lo conoscevano meglio, un omosessuale non praticante (una definizione di Littlewood). Hardy non si sposò mai, e nei suoi ultimi anni fu la sorella a prendersi cura di lui.
Era un grande appassionato di cricket.
Nel 1932 gli venne assegnato il Premio Chauvenet.

Nel suo necrologio un ex-studente nel 1950 affermò 
(E. C. Titchmarsh)

## Opera
A Hardy si attribuisce il merito di aver riformato la matematica inglese portando rigore al suo interno, caratteristica che già apparteneva alla matematica continentale (francese, svizzera, e tedesca). Infatti, i matematici inglesi erano rimasti fortemente legati alla tradizione della matematica applicata, schiavi della fama di Isaac Newton. Hardy si trovava maggiormente in sintonia con i metodi dominanti in Francia e promosse energicamente la sua concezione della matematica pura, in particolare scagliandosi contro l'idrodinamica, una branca importante della matematica di Cambridge.
Dal 1911 collaborò con J. E. Littlewood in un ampio lavoro su analisi matematica e teoria dei numeri analitica. Questo lavoro (assieme a molto altro) condusse a un progresso quantitativo sul problema di Waring, inteso come parte del metodo del cerchio di Hardy-Littlewood, come divenne noto. Nella teoria dei numeri primi, dimostrarono alcuni risultati assieme a notevoli risultati condizionali. Questo fu un fattore importante nello sviluppo della teoria dei numeri come sistema di congetture; esempi ne sono la prima e la seconda congettura di Hardy-Littlewood.
Hardy è anche noto per aver formulato la Legge di equilibrio di Hardy-Weinberg, un principio basilare della genetica delle popolazioni, indipendentemente dal medico Wilhelm Weinberg nel 1908, e che in seguito il biologo Ernst Mayr limitò drasticamente nelle ipotesi e possibile campo di applicazione. Hardy ebbe occasione di giocare una partita di cricket con il genetista Reginald Punnett che lo introdusse al problema: fu così che un estimatore della matematica pura finì per diventare il fondatore inconsapevole di una branca della matematica applicata.

## Matematica pura
Hardy preferiva che il suo lavoro fosse considerato matematica pura, forse a causa del suo odio per la guerra e gli usi militari a cui la matematica era stata applicata.
Egli fece numerose asserzioni simili a questa, nella sua Apologia:
(G. H. Hardy)
Comunque, oltre ad aver formulato il principio di Hardy-Weinberg nella genetica delle popolazioni, il suo famoso lavoro sull'integrazione delle partizioni con il suo collaboratore Ramanujan, conosciuto come formula asintotica di Hardy-Ramanujan, fu largamente applicato in fisica quantistica per le funzioni dei nuclei atomici (per prima usata da Niels Bohr), e per derivare funzioni termodinamiche dei sistemi non interagenti nella statistica di Bose-Einstein.
Questo dimostra che nonostante Hardy volesse la matematica "pura" e priva di qualsiasi applicazione, in realtà molto del suo lavoro ha trovato applicazione in altri rami della scienza.

## Nella cultura di massa
- Il ruolo di Hardy nella vita di Ramanujan lo portò a essere interpretato in diversi film biografici sul matematico indiano, tra cui:
  - Ramanujan, film di produzione indiana del 2014, regia di Gnana Rajasekaran,
  - L'uomo che vide l'infinito (The Man Who Knew Infinity), film del 2015, regia di Matt Brown.
- È il protagonista e narratore del romanzo di David Leavitt Il matematico indiano.
- È il co-protagonista della pièce A Disappearing Number, vincitrice del Laurence Olivier Award a Londra.